# Noche de la Alborada
La Noche de la Alborada (conocida en valenciano como Nit de l'Albada o Nit de l'Albà) es un acto festivo realizado en la ciudad española de Elche (provincia de Alicante) y preludia las fiestas patronales de la ciudad en honor a la Virgen de la Asunción. Se celebra el día 13 de agosto. Desde 2021 está declarada como Fiesta de Interés Turístico Nacional. 

## Historia
La tradición, que se remonta a la Edad Media, era en su origen un modo que tenían las familias ilicitanas de agradecer a la Virgen los hijos que habían tenido (lanzando un cohete por cada hijo recién nacido).
Se tienen referencias de la celebración de la Noche de la Alborada desde el siglo XVI, en la cual se encendían luces en las ventanas de las casas y en las murallas y se disparaban cohetes, cañones y arcabuces. Se entregaban docenas de cohetes por diferentes puestos principales de la ciudad, con el objeto de lucir y festejar la Asunción de la Virgen.
En un manuscrito de 1625 se hacía referencia a la fiesta ilicitana de agosto como una de las mayores pirotecnias de España. El escrito expone que al alba de la víspera de la Asunción se disparaba la artillería por tres veces, ayudando todas las campanas de las iglesias y los ministriles, dulzainas y trompetas. Otras fuentes apuntan que no solo se disparaba esta cantidad de fusilería la noche del 13, sino también del 14 con la intención de alejar "las fuerzas del mal". 
Con los siglos se le fue añadiendo potencia al espectáculo lumínico. En el siglo XVIII el Consejo sufragaba un castillo de fuegos artificiales que se quemaba en la fachada de la casa consistorial (realizando así la sustitución de los cañones por pirotecnia) y en el siglo XIX se proyectaba la gran palmera. Más adelante, en 1935 se implantó el "cohete ofrenda" es decir, cohetes votivos por los difuntos ilicitanos, costumbre que persiste en la actualidad, sin embargo; no fue hasta después de la guerra civil española que permitió lanzar fuegos artificiales cotizados por particulares, es decir, vecinos y comerciantes de Elche.  
A lo largo del siglo XX la fiesta se ha ido popularizando y masificando, aumentando exponencialmente el número de fuegos artificiales y tracas disparadas así como el ingreso turístico de la localidad. 
La Generalidad Valenciana, a través de la Consejería de Economía, Industria, Turismo y Empleo, otorgó la distinción de Fiesta de Interés Turístico Autonómico de la Comunidad Valenciana a la «Noche de la Alborada» de Elche en el año 2014. Fue finalmente declarada como Fiesta de Interés Turístico Nacional en el año 2021.
En el año 2022, por primera vez y después de dos años siendo cancelada por la Pandemia de COVID-19, fue trasladada a la noche del 15 de agosto debido a los fuertes vientos y el riesgo de un posible reventón térmico que se preveía para la noche del 13 de agosto.

## Desarrollo
La mayor fiesta pirotécnica de España da sus primeros estallidos a las 23:15, los ilicitanos disparan continuamente fuegos artificiales desde las terrazas de los edificios, creando un espectáculo pirotécnico sin igual (en 2008 fueron lanzados unos 17.000kg netos de pólvora). A las 00:00 se dispara la palmera de la virgen desde la torre principal de la Basílica de Santa María, la cual alcanza los 300 metros de altura y cuenta con un radio de 8 brazos de extensión.  
A las 23:55, es tradición que los ilicitanos apaguen la luz para crear total oscuridad. Aunque antes el Ayuntamiento cortaba el suministro eléctrico del centro de la ciudad, se dejó de hacer porque la gente se quedaba atrapada en los ascensores, entre otras cosas. Instantes después comienza a sonar, envuelto en dicha oscuridad, El Gloria Patri, el último canto del Misterio de Elche (declarado por la UNESCO Obra Maestra del Patrimonio Oral e Inmaterial de la Humanidad) y a las 00:00 se lanza desde la basílica de Santa María una palmera de cohetes (un total de 1300), que ascienden unos 300 metros y se despliegan en un radio de 800 metros, iluminando gran parte de la ciudad como si fuera de día. De ahí viene el nombre, "La Noche del Amanecer". La luminosidad se mantiene cerca de un minuto y, seguidamente, desde la torre de la basílica se muestra una imagen de la Virgen de la Asunción realizada con bengalas. Mientras suena la habanera Aromas Ilicitanos (himno extraoficial de Elche) por unos altavoces de gran potencia. 
Es tradición comer sandía tras el lanzamiento de la Palmera Imperial, es tradición acompañar la fiesta de luces comiendo sandía, fruta fresca que logra aligerar el calor de la localidad en agosto, el pico del estío.

## Guerra de carretillas (ola carretillà)
Al finalizar este espectáculo, cientos de jóvenes se lanzan a las calles para comenzar La Cordà. Consiste en el lanzamiento de cohetes borrachos (conocidas popularmente en la zona como carretillas) que no explotan pero forman espirales de fuego entre sus participantes, tiene lugar en una zona acotada y vigilada por el cuerpo policial, bomberos y personal sanitario para dicho fin. En la actualidad esa zona se ubica en la calle Filet de Fora, frente al Hort del Monjo, en un aparcamiento. Antes de llegar a la zona acotada, era tradicional que estos "carretilleros" fuesen pidiendo agua a la gente asomada a los balcones, algunos de los cuales les arrojaban en cubos.
Con el paso de los años, se ha modificado la ubicación y se ha intentado erradicar esta parte de las dulces fiestas de agosto. En los años 1993 trasladaron la guerra de carretillas al río Vinalopó, posteriormente en 1994, las autoridades optaron por la total eliminación, la cual creó un gigante descontento ciudadano, por lo que optaron nuevamente por su reubicación al centro de la ciudad en 1995, que tampoco fue muy bien acogido. 
Por mucho tiempo se consideró la guerra de carretillas el mayor acontecimiento de la localidad de Elche por su amplia cobertura en los medios, no obstante, los titulares destacaban por la cantidad ingente de heridos. En el año 2013 se implementó una normativa que regulaba el evento a través de carnés de experto (CRE) que hizo que disminuyera considerablemente la cantidad de participantes, pero también la de heridos. En la actualidad se lleva a cabo en jaulas más altas y con un perímetro extremadamente resguardado.